# Ahmet Suat Özyazıcı
Ahmet Suat Özyazıcı (Trabzon; 1 de enero de 1936 - 18 de febrero de 2023) fue un futbolista y entrenador de fútbol turco que jugó en la posición de defensa.

## Carrera

### Club
| Periodo   | Club            |
| --------- | --------------- |
| 1953–1954 | Trabzon Yolspor |
| 1954–1967 | İdmanocağı      |
| 1967–1972 | Trabzonspor     |

### Selección nacional
Jugó para Turquía en tres ocasiones en 1960; participó en los Juegos Olímpicos de Roma 1960.

### Entrenador
| Periodo   | Club        |
| --------- | ----------- |
| 1973–1975 | Trabzonspor |
| 1975–1978 | Trabzonspor |
| 1979–1980 | Trabzonspor |
| 1981–1984 | Trabzonspor |
| 1986–1987 | Trabzonspor |
| 1988      | Trabzonspor |
| 1988      | Bursaspor   |
| 1990      | Sarıyer SK  |
| 1997–1998 | Vanspor     |
| 1999      | Trabzonspor |

## Logros

### Entrenador
- Superliga de Turquía (4): 1975-1976, 1976-1977, 1979-1980, 1983-1984
- Copa de Turquía (3): 1976-1977, 1977-1978, 1983-1984
- Supercopa de Turquía (5): 1976, 1977, 1978, 1980, 1983
- Copa del Primer Ministro (2): 1976, 1978